# Óscar Trigo
Óscar Trigo Diez (nascido em 25 de setembro de 1972) é um treinador espanhol de basquetebol em cadeira de rodas que comandou a seleção espanhola masculina durante os Jogos Paralímpicos de Verão de 2012 em Londres.